# فيلوامير
فيلوامير أو بحيرة فيلواه هي بحيرة متاخمة في هولندا، بين the مقاطعة فليفولاند على الجانب الغربي وخيلدرلند على الجانب الشرقي.